# XI з'їзд Комуністичної партії Молдавії
XI з'їзд Комуністичної партії Молдавії — з'їзд Комуністичної партії Молдавії, що відбувся 25–26 грудня 1963 року в місті Кишиневі.

## Порядок денний з'їзду
1. Звіт ЦК КПМ
2. Звіт Ревізійної Комісії КПМ
3. Вибори керівних органів КПМ.

## Керівні органи партії
Обрано 99 членів ЦК КПМ, 41 кандидата в члени ЦК КПМ та 23 члени Ревізійної Комісії КПМ.

### Члени Центрального комітету КП Молдавії
- Андрейчук Ганна Тимофіївна — директор Кишинівської швейної фабрики № 1
- Андронатій Олексій Іларіонович — 1-й секретар Оргіївського міськкому КПМ
- Аніканов Іван Михайлович — начальник Головного управління з енергетики та електрифікації при Раді міністрів Молдавської РСР.
- Арпентьєв Володимир Олександрович — міністр фінансів Молдавської РСР
- Баркар Олександр Андрійович — голова Єдинецького райвиконкому
- Батушкін Василь Єгорович — начальник Тираспольського виробничого колгоспно-радгоспного управління
- Бережний Іван Микитович — начальник Фалештського виробничого колгоспно-радгоспного управління
- Бикова Ольга Василівна — міністр соціального забезпечення Молдавської РСР
- Бодюл Іван Іванович — 1-й секретар ЦК КПМ
- Болфа Георгій Трохимович — голова колгоспу імені Леніна Бендерського району
- Брадулов Микола Михайлович — міністр охорони громадського порядку Молдавської РСР
- Буга Василь Гаврилович — 1-й секретар Бельцького міськкому КПМ
- Вербицький Микола Пилипович — секретар парткому Флорештського виробничого колгоспно-радгоспного управління
- Вишневський Григорій Йосипович — начальник Ришканського виробничого колгоспно-радгоспного управління
- Віконський Олександр Федорович — секретар парткому Котовського виробничого колгоспно-радгоспного управління
- Волосюк Василь Михайлович — завідувач відділу адміністративних органів ЦК КПМ
- Воронін Петро Васильович — секретар ЦК КПМ, заступник голови Ради міністрів Молдавської РСР, голова Комітету партійно-державного контролю Молдавської РСР
- Гарцуєв Павло Миколайович — начальник Молдавського відділення Одесько-Кишинівської залізниці
- Гладилін Микола Миколайович — редактор газети «Советская Молдавия».
- Горанський Іван Павлович — військовослужбовець, генерал-майор
- Грибенко А.Є. — секретар парткому Резинського виробничого колгоспно-радгоспного управління
- Гроссу Семен Кузьмович — голова колгоспу імені Мічуріна Каушанського району
- Грузовенко Андрій Іванович — заступник голови Комітету партійно-державного контролю Молдавської РСР
- Гуцу Л.Н. —
- Дамаскін Анатолій Іванович — голова Кишинівського міськвиконкому
- Дарієнко Петро Степанович — міністр культури Молдавської РСР
- Дворников Прокіп Гнатович — директор Молдавського НДІ зрошувального землеробства і овочівництва, член-кореспондент ВАСГНІЛ
- Діордиця Олександр Пилипович — голова Ради Міністрів Молдавської РСР
- Дигай Гліб Григорович — завідувач відділу партійних органів ЦК КПМ
- Добровольський Михайло Дмитрович — голова Резинського райвиконкому
- Дурноп'янов Іван Леонтійович — секретар парткому Тираспольського виробничого колгоспно-радгоспного управління
- Житнюк Галина Михайлівна — директор Кишинівської трикотажної фірми «Стяуа рошіє»
- Забунов Петро Костянтинович — начальник Чимишлійського виробничого колгоспно-радгоспного управління
- Захаров Вадим Олександрович — 1-й секретар Рибницького міськкому КПМ
- Зінган Харлампій Якович — голова Верховного суду Молдавської РСР
- Іващук Дмитро Іванович — секретар парткому Дубосарського виробничого колгоспно-радгоспного управління
- Ілляшенко Кирило Федорович — голова Президії Верховної Ради Молдовської РСР
- Іордан Марія Леонтіївна — бригадир виноградарської бригади колгоспу імені Лазо села Малаєшти Тираспольського району
- Іорданов Іван Єфремович — секретар парткому Оргіївського виробничого колгоспно-радгоспного управління
- Калін Іван Петрович — секретар парткому Каларашського виробничого колгоспно-радгоспного управління
- Кащук Н.Н. —
- Кірліг Р.І. —
- Коваль Микола Григорович — голова Держплану РМ Молдавської РСР
- Козуб Костянтин Іванович — голова Державного комітету РМ Молдавської РСР із кінематографії
- Константинов Антон Сидорович — 1-й секретар Кишинівського міськкому КПМ
- Кордуняну П.Н. —
- Корнован Дмитро Семенович — секретар ЦК КПМ
- Коробчану Анатолій Володимирович — заступник голови Ради Міністрів Молдавської РСР
- Котяци Іван Олександрович — секретар парткому Єдинецького виробничого колгоспно-радгоспного управління
- Кранга Петро Федорович — міністр торгівлі Молдавської РСР
- Кройтор Володимир Костянтинович — голова Державного комітету РМ Молдавської РСР з радіо і телебачення
- Кройтор З.І. —
- Куришина Євгенія Мефодіївна — бригадир виноградарської бригади радгоспу «Чумай» Вулканештського району
- Кускевич Іван Васильович — голова Бельцького міськвиконкому
- Кутиркін Владислав Георгійович — секретар парткому Чимишлійського виробничого колгоспно-радгоспного управління
- Лавранчук Георгій Іванович — 1-й секретар ЦК ЛКСМ Молдавії
- Лазур'євський Георгій Васильович — віцепрезидент Академії наук Молдавської РСР, доктор хімічних наук
- Лещенко Іван Ілліч — начальник Котовського виробничого колгоспно-радгоспного управління
- Лозан Степан Іванович — секретар парткому Лазовського виробничого колгоспно-радгоспного управління
- Лубенець Дмитро Євтихійович — міністр будівництва і будівельних матеріалів Молдавської РСР
- Лука А.М. —
- Малахов Борис Михайлович — 1-й секретар Сороцького міськкому КПМ
- Мацнєв Олексій Іванович — 1-й секретар Бендерського міськкому КПМ
- Мельник Ганна Василівна — секретар Кишинівського міськкому КПМ
- Мельников Микола Панасович — 2-й секретар ЦК КПМ
- Моргунов Володимир Микитович — начальник Єдинецького виробничого колгоспно-радгоспного управління
- Морозов Степан Олексійович — 1-й секретар Кагульського міськкому КПМ
- Негру-Воде Олександр Степанович — заступник міністра виробництва і заготівель сільськогосподарської продукції Молдавської РСР
- Нечаєнко Олександр Васильович — 1-й секретар Тираспольського міськкому КПМ; завідувач промислово-транспортного відділу ЦК КПМ, заступник голови Бюро ЦК КПМ по керівництву промисловістю і будівництвом
- Ніколаєв Віктор Микитович — секретар парткому Леовського виробничого колгоспно-радгоспного управління
- Одобеску Віра Сергіївна — розкрійниця Кишинівської взуттєвої фабрики імені Сергія Лазо
- Олійник Валентин Петрович — начальник Оргіївського виробничого колгоспно-радгоспного управління
- Паскар Петро Андрійович — секретар ЦК КПМ
- Плешко Михайло Олександрович — редактор газети «Молдова сочіалісте»
- Поляков Володимир Аркадійович — секретар парткому Фалештського виробничого колгоспно-радгоспного управління
- Постовий Євген Семенович — міністр народної освіти Молдавської РСР
- Потапов Семен Іванович — секретар парткому Чадир-Лунзького виробничого колгоспно-радгоспного управління
- Прасол П.В. —
- Рощаховський Василь Олександрович — начальник Дондюшанського виробничого колгоспно-радгоспного управління
- Руссу Н.Я. —
- Савченко Іван Тихонович — голова Комітету державної безпеки при Раді міністрів Молдавської РСР
- Сидоренко Сергій Степанович — голова Молдавської республіканської ради профспілок
- Сидоров Михайло Іванович — 1-й заступник голови Ради Міністрів Молдавської РСР, міністр виробництва і заготівель сільськогосподарської продукції Молдавської РСР
- Соловйова Валентина Сергіївна — директор Тираспольської швейної фабрики імені 40-річчя ВЛКСМ
- Стешов Борис Олександрович — секретар ЦК КПМ
- Тарушкін Олексій Петрович — завідувач відділу будівництва і міського господарства ЦК КПМ
- Тестеміцану Микола Андрійович — ректор Кишинівського медичного інституту
- Титов Г.Є. —
- Тіунов Анатолій Іванович — завідувач сільськогосподарського відділу ЦК КПМ, заступник голови Бюро ЦК КПМ по керівництву сільським господарством
- Тюхтя Володимир Ілліч — секретар парткому Ново-Анненського виробничого колгоспно-радгоспного управління
- Хренов В.А. —1-й секретар Ленінського райкому КПМ міста Кишинева
- Чеботар Варфоломій Ісидорович —
- Чеботар Ганна Парфенівна — ланкова колгоспу імені Котовського Єдинецького району
- Чеботар К.Я. — * Черниш Володимир Якович — секретар парткому Вулканештського виробничого колгоспно-радгоспного управління
- Шкорупеєв Іван Семенович — заступник голови Молдавської ради народного господарства
- Штирбул Кирило Антонович — актор
- Щолоков Микола Онисимович — голова Молдавської ради народного господарства
- Щербак Григорій Михайлович — військовослужбовець, генерал-лейтенант

### Кандидати у члени Центрального комітету КП Молдавії
- Аксьонов Геннадій Михайлович — начальник будівельно-монтажного управління
- Бабич Іван Іванович — директор Цаульського радгоспу-технікуму імені Леніна Дондюшанського району
- Барабаш Віктор Володимирович —
- Бардаш В'ячеслав Миколайович — начальник Вулканештського виробничого колгоспно-радгоспного управління
- Борисович А.А. —
- Бурилков Костянтин Панасович — заступник міністра виробництва та заготівель сільськогосподарських продуктів Молдавської РСР
- Вейса В.І. —
- Виноградов В.А.. —
- Волошин Г.Є. — 1-й секретар Октябрського райкому КПМ міста Кишинева
- Голубицький Олександр Олександрович — головний редактор журналу «Коммунист Молдавии»
- Гумовський Іван Олександрович — секретар парткому Каушанського виробничого колгоспно-радгоспного управління
- Джесмеджіян Артем Аршакович — помічник 1-го секретаря ЦК КПМ
- Добинде Ігор Григорович — міністр зв'язку Молдавської РСР
- Дороганич Олександр Деонісович — 1-й заступник завідувача відділу партійних органів ЦК КПМ
- Живаєв Андрій Григорович — керуючий справами ЦК КПМ
- Жмеренецька Олена Федорівна — голова Державного комітету РМ Молдавської РСР із друку
- Збаразький Володимир Васильович — 1-й заступник голови Державної планової комісії РМ Молдавської РСР
- Карасьов В.І. —
- Кожин В.П. —
- Козловський Валентин Федорович — начальник Лазовського виробничого колгоспно-радгоспного управління
- Козловський Василь Якимович — голова колгоспу «Маяк» Єдинецького району
- Кудюкін В.І. — секретар парткому Кишинівського промислово-виробничого управління
- Курманов М.Т. —
- Машталер Василь Васильович — голова республіканського об'єднання «Молдсільгосптехніка»
- Молдован Георгій Іванович — секретар парткому Дондюшанського виробничого колгоспно-радгоспного управління
- Нікітенко А.Ф. —
- Новак А.Е. —
- Парфентьєв Іван Данилович — директор Молдавського Телеграфного Агентства
- Пасіковський Олександр Гнатович — завідувач особливого сектора ЦК КПМ
- Руссу А.А. — секретар парткому Унгенського виробничого колгоспно-радгоспного управління
- Сибряєва В.В. —
- Стратієвський К.Р. —
- Стругуля В.І. —
- Тузлов Михайло Іванович — голова колгоспу «Маяк» села Кірсова Комратського району
- Усенко Павло Федорович — начальник Чадир-Лунзького виробничого колгоспно-радгоспного управління
- Фетисов Микола Юхимович — начальник Флорештського виробничого колгоспно-радгоспного управління
- Хлистов Лев Олександрович — начальник Ново-Анненського виробничого колгоспно-радгоспного управління
- Хорошилов Г.А. —
- Царанов Степан Васильович — 1-й заступник міністра народної освіти Молдавської РСР
- Юнак Ганна Порфирівна — голова колгоспу «Нове життя» Флорештського району
- Япаскурт Василь Васильович — заступник голови Молдавської Ради народного господарства

### Члени Ревізійної комісії КП Молдавії
- Бадалов Г.П. — директор Кишинівського трактороскладального заводу
- Бойко В.С. —
- Гітманенко М.В. —
- Єпур Федір Семенович — заступник голови Комітету партійно-державного контролю Молдавської РСР ; голова Ревізійної комісії
- Каленик Андрій Васильович — начальник Дубосарського виробничого колгоспно-радгоспного управління
- Карецький П.А. —
- Комишан Андрій Васильович — голова Вулканештського райвиконкому
- Котов М.П. —
- Мариніна Н.К. —
- Ободинський Я.П. —
- Онопрієнко М.А. —
- Остапенко В.І. —
- Пержан Дмитро Григорович —
- Пінті Н.Ф. —
- Решетник Василь Данилович —
- Рибаков Василь Іванович — голова Чадир-Лунзького райвиконкому
- Савченко В.Є. — секретар парткому Дубосарського промислово-виробничого управління
- Скворцов А.П. —
- Степанов Георгій Панасович — начальник Леовського виробничого колгоспно-радгоспного управління
- Фазли Н.В. —
- Шелар Микола Никанорович — голова Октябрського райвиконкому міста Кишинева
- Юдін Н.І. —
- Юрасов О.І. —